# Tarchon
Tarchon est le roi de Lydie dans la mythologie étrusque, le fils de Télèphe, avec son frère Tyrrhenus, l'un des fondateurs de la dodécapole étrusque.

## Présentation
Tarchon était vénéré comme « dieu de la tempête » et protecteur de la ville.
Hérodote le décrit comme le guide des Étrusques qui, à la suite d'une forte disette, les conduisit de Lydie en Étrurie.
On lui attribue la fondation de toutes les villes de la dodécapole étrusque, dont Tarquinia (Tarchu-na en langue étrusque), à laquelle il donna son nom.
Tarchon est cité dans l'Énéide comme chef des Étrusques et l'allié d'Énée dans la guerre contre Mésence et Turnus, où il tue le jeune guerrier italique Venulus,.
Jean le Lydien distingue deux personnages légendaires nommés Tarchon, le jeune et son père, l'aîné. C'est l'aîné qui a reçu la Disciplina etrusca à partir de Tages, qu'il identifie comme une parabole. Le Jeune a combattu avec Énée après son arrivée en Italie. L'aîné était un augure qui a appris son art auprès de Tyrrhenus et fut probablement le fondateur de Tarquinia et de la Ligue étrusque. Lydus ne dit pas cela, mais a été fait aussi par George Dennis.

## Sources
- (en) Cet article est partiellement ou en totalité issu de l’article de Wikipédia en anglais intitulé « Tarchon » (voir la liste des auteurs).